# خوان کارلوس آلمادا
خوان کارلوس آلمادا (انگلیسی: Juan Carlos Almada؛ زادهٔ ۱۵ اوت ۱۹۶۲) بازیکن فوتبال اهل آرژانتین است.
وی در سال ۱۹۹۳ برترین گلزن جام لیبرتادورس شد.

## باشگاه‌ها
- Almagro ۱۹۸۱–۱۹۸۶
- Cipolletti ۱۹۸۶–۱۹۸۷
- Defensa y Justicia ۱۹۸۸–۱۹۸۹
- Fernández Vial ۱۹۹۰–۱۹۹۱
- Deportes Concepción ۱۹۹۱–۱۹۹۲
- Cobreloa ۱۹۹۲
- Universidad Católica ۱۹۹۲–۱۹۹۴
- Emelec ۱۹۹۴–۱۹۹۵
- Olimpo de Bahía Blanca ۱۹۹۶–۱۹۹۷
- Deportes Concepción ۱۹۹۷–۱۹۹۸